# Опольська ТЕС
Опольська ТЕС — теплова електростанція на південному заході Польщі в регіоні Верхня Силезія. Розташована поблизу річки Одра, приблизно за 100 км від вугільних копалень.
Споруджена в середині 1990-х років у складі чотирьох енергоблоків одиничною потужністю 370 МВт, розрахованих на використання кам'яного вугілля. Окрім виробництва електроенергії, здійснює постачання тепла місцевим споживачам. На початку 21-го століття енергоблоки 2, 3 та 4 пройшли здійснену компанією Alstom модернізацію, спрямовану на підвищення ефективності та зниження негативного навантаження на довкілля.
В 2009 році розпочали проект спорудження на ТЕС в Ополе двох нових блоків № 5 та № 6 потужністю по 900 МВт. Розраховані на використання технології ультрасуперкритичних параметрів пари, вони мають забезпечити ефективність виробництва електроенергії на рівні 46 %. Також очікується зменшення на 20 % викидів вуглекислого газу (в розрахунку на одиницю продукції). Враховуючи використання станції для централізованого теплопостачання, проектною документацією передбачена можливість отримання від додаткових блоків теплової енергії в еквіваленті 300 МВт.
У серпні 2016 року на площадці станції розпочато монтаж першого генератора. На початку 2017-го велась підготовка до транспортування водним шляхом турбінного обладнання із заводу компанії General Electric в Ельблонгу. В цілому ж введення енергоблоків планується на 2018 та 2019 роки. По завершенні будівництва блоків 5 та 6 Опольська ТЕС стане найпотужнішою польською станцією, що працює на кам'яному вугіллі.